# Som així
Som Així (títol original en anglès As if) és una sèrie de televisió britànica que va ser emesa originalment al Channel 4. El títol en anglès de la sèrie prové l'argot de Valley Girl, «As if!», que significa  «Com si; Au, vinga; ja m'ho diràs».
La sèrie descriu sis joves adults que viuen a Londres. Cada episodi mostra la història des del punt de vista d'un dels personatges. Part de la identitat de la sèrie resideix en l'estil de la càmera.
El film As if va ser doblegat al català el 2001 i va ser emés al canal K3 i al Canal 300. Al Regne Unit, la sèrie es va emetre del 22 de gener de 2001 fins al juliol de 2004 a l'emessora Channel 4. Hi ha 76 episodis de mitja hora durant quatre temporades.
Poc després de la fi de la sèrie, una altra sèrie, Hollyoaks, va començar a utlitzar la mateixa tècnica, però sense gaire succés. Som així sempre s'ha considerat més sofisticada i transgressora. La sèrie va rebre molt d'espectadors i bones crítiques. El quart episodi de la quarta temporada va guanyar un premi de la Royal Television Society al millor film dramàtic. La sintonia de la sèrie és el tema «Would you...» de la banda Touch and Go.

## Equip
- Direcció: John Duthie, Ed Fraiman, Brian Grant, David Kerr i Barnaby Southcombe (2003).
- Guió: Amanda Coe i Tom Higgins.
- Produïda per: Sarah Baynes (2002), Jonathan Collier, Brian Eastman, Brian Grant, Dean Hargrove, Julian Murphy i Andi Peters.

## Personatges principals
- Jamie Collier (Paul Chequer) El graciós del grup, però tendeix a ficar-se en embolics. És una mica innocent i pot ser una mica ximple, però el seu cor sempre està encertat. És optimista i es conforma a ser el graciós. És un gran fan de Michael Caine, especialment de la The Italian Job original.[4]

- Suzanne "Sooz" Llig (Emily Corrie) Una jove sarcàstica que tendeix a ser tossuda i solitària. És rebel i no està d'acord amb els costums preestablerts de la societat: s'estima més viure per les seves pròpies normes. Ha de bregar amb diverses malalties mentals. Prefereix l'estil gòtic, "mosher" o "grunge" per vestir, té diversos tatuatges i pírcings i és fàcilment recognoscible per les seves rastes de multicolor (al final de l'última temporada, però, es van establir en vermell). És una artista amb talent. A pesar del seu exterior fort, per dins és molt insegura. Les seves rastes, per cert, van inspirar l'èxit de McFly «Five colours in her hair» el 2004.[4]

- Nicki Sutton (Jemima Rooper) La Nicki de bon començament ha estat considerada la més fresca: pren la parella als amics i s'hi fica al llit.[4]

- Alexander "Alex" Staton (Orlando Wells) És homosexual però no encaixa en cap estereotip gai, no és ni ferotge ni fabulós ni traumatitzat.[4] És bastant convencional, és un aficionat de La guerra de les galàxies i El club dels poetes morts i li agrada el futbol. La seva veu va ser doblada per Hernan Fernández.[3]

- Sasha Williams (Caroline Chikezie) És la repel·lent del grup. És fatxenda, l'encanta la moda, no suporta de bon grat cap broma i sembla una mica limitada.[6]

- Robert "Rob" Conway (Ben Waters) En Rob sempre es preocupa i se solidaritza amb els problemes d'altri. Va patir assetjament a casa.[4]

## Versió nord-americana
Es va fer una versió de Som així als Estats Units l'any 2002, emesa per UPN, però mai no ha tingut ni de bon tros l'èxit de la versió britànica: tan sols se van rodar set episodis i, encara més, tan sols dos van arribar a emetre's. Emily Corrie va ser l'únic membre del repartiment que va repetir el seu paper en la versió nord-americana. La resta del repartiment va ser Alex - Robin Dunne, Rob - Chris Engen, Jamie - Derek Hughes, Sasha - Tracie Thoms i Nicki - Adrienne Wilkinson.